# Chorizo
Chorizo (tiếng Tây Ban Nha) hoặc chouriço (tiếng Bồ Đào Nha) là một loại xúc xích thịt lợn. Theo truyền thống, nó sử dụng vỏ tự nhiên được làm từ ruột, một phương pháp từ thời La Mã.
Ở châu Âu chorizo là một loại xúc xích lên men, hun khói mà có thể được cắt lát và ăn không cần nấu, hoặc làm nguyên liệu bổ sung cho các món ăn khác. Ở những nơi khác, một xúc xích bán như xúc xích có thể không được lên men và chữa khỏi, và sẽ yêu cầu nấu ăn trước khi ăn. Chorizo ở Tây Ban Nha và xúc xích và chouriço Bồ Đào Nha có độ hun khói riêng biệt và màu đỏ sẫm từ ớt đỏ khô hun khói (pimentón/pimentão).
Do truyền thống nấu ăn và các chi phí nhập khẩu ớt bột xông khói cao, chorizo của Mexico là thường làm với loại ớt bản địa loài capsicum annuum, nó hiếm được sử dụng trong ẩm thực Mexico, tuy nhiên được sử dụng rộng rãi trong các nhà hàng Mexico-Hoa Kỳ. Ẩm thực của người Mỹ gốc Tây Ban Nha thêm giấm thay vì rượu vang trắng được sử dụng ở Tây Ban Nha.
Chorizo có thể được thái và kẹp trong bánh mì kẹp, nướng, chiên, hoặc đun âm ỉ trong chất lỏng, bao gồm cider táo hay các loại đồ uống có cồn mạnh như aguardiente. Nó cũng có thể được sử dụng để thay thế một phần cho thịt thịt bò hoặc thịt lợn băm.